# Liu Hszie
Liu Hszie (Liu Xie) (hagyományos kínai: 劉勰; egyszerűsített kínai: 刘勰; pinjin hangsúlyjelekkel: Liú Xié, magyar népszerű: Liu Hszie; más néven: Jen-ho (Yanhe) 彦和) (kb. 465 – kb. 522) kínai író, tudós, buddhista az 5. század idején. Az első kínai esztétika mű, Az irodalom szíve és faragott sárkányai (Ven-hszin tiao-lung (Wenxin diaolong) 文心雕龍 / 文心雕龙) című mű szerzője.

## Élete
Liu Hszie (Liu Xie) életrajza a Liang su (Liang shu) 梁書 / 梁书 50. fejezetében olvasható, azonban életének jó néhány adata ezzel együtt is bizonytalan vagy pontatlan. Az életrajza szerint a Tungkuan (Dongguan)-beli 东莞 / 東莞 Csü (Ju)ből 莒 származott.
Korán árvaságra jutott, s hiába szeretett volna tanulni, családja nem engedhette meg magának a fiú iskoláztatását. Jobb híján rábízták egy buddhista papra, bizonyos Szeng-ju (Sengyou)ra 僧祐 (445–518), akinél tíz éven keresztül élt. Ezalatt az idő alatt megismerkedett a buddhista szútrákkal és vitairatokkal, amelyek másolása, osztályozása és elrendezése is az ő feladata volt. Az életrajz szerint a Ting-lin (Dinglin) 定林 kolostor (sze (si) 寺) szútragyűjteményét ő hozta létre.

A Liang-házbeli 梁 Vu (Wu) 武 császár (ur. 502-549) trónra lépését követő időkben karrierje ívelni kezdett: udvari címet kapott. Több magasabb rangú hivatal betöltése után, 507-ben vagy 508-ban végül Tajmo (Taimo) elöljárója lett. 511-től 516-ig, vagy 517-ig Nankang (Nankang) 南康 herceg, Hsziao Csi (Xiao Ji) 蕭紀 (508 – 553) titkáraként tevékenykedett, majd a trónörökösi palotában töltött be hasonló titkári hivatalt. Az irodalombarát trónörökös, Csao-ming (Zhaoming) 昭明, más néven: Hsziao Tung (Xiao Tong) 蕭統 (501–531) és Liu Hszie (Liu Xie) között mély szellemi barátság alakult ki. A trónörökös kora legnagyobb, mintegy harmincezer kötetet tartalmazó könyvtárát gyűjtötte össze.

Később császári parancsot kapott, hogy egy Huj-csen (Huizhen) nevű buddhista pappal együtt újra szerkessze a szútrákat a Ting-lin (Dinglin) kolostorban. Amikor végzett a feladatával, kérelmezte, hogy felhagyva udvari szolgálatával, buddhista szerzetesként élhessen tovább. A császár hozzájárult ehhez, Liu Hszie (Liu Xie) pedig letette a szerzetesi fogadalmát, a nevét Huj-ti (Huidi)ra 慧地 változtatta, de alig egy hónap múlva meghalt.

## Munkássága
Liu Hszie (Liu Xie) írói munkássága akkor vette kezdetét, amikor Szeng-ju (Sengyou) (445-518) buddhista szerzetes felügyelete mellett, a Ting-lin (Dinglin)-kolostorban nevelkedett és tevékenykedett, feltehetően 483 és 493 között. Ekkor ugyanis nem csak, a buddhista iratok rendezését végezte, de abba saját írásai is bekerültek. A Hung-min csi (Hongming ji) 弘明集 című első nagy kínai buddhista vitairat-gyűjtemény 8. fejezetében található Mie-huo lun (Miehuo lun) 滅惑論 / 灭惑论 című apologetikus művecske szerzőjeként Liu Hszie (Liu Xie) van feltüntetve.

Életrajza szerint több jelentős beadványt fogalmazott meg, és kora elismert emléktábla-felirat (pej-csi (beiji)) szerzője volt, előszeretettel kérték fel, hogy a főváros kolostorai és pagodái számára ő készítse el a híres szerzetesek emléktábláinak feliratait.

Fő műve azonban Az irodalom szíve és faragott sárkányai (Ven-hszin tiao-lung (Wenxin diaolong) 文心雕龍 / 文心雕龙), amely a kínai irodalomesztétika klasszikus fő műve. Műve máig érvényes módon foglalja össze, amit a régi kínaiak a művészet forrásáról, a költészet kifejező eszközeiről, a hangzás törvényeiről, és általában az írásművészetről tartottak.